# Mikroregion Melicko
Mikroregion Melicko je svazek obcí v okresu Vyškov, jeho sídlem je Pustiměř a jeho cílem je regionální rozvoj obecně. Sdružuje celkem 5 obcí a byl založen v roce 2001.

## Obce sdružené v mikroregionu
- Drysice
- Podivice
- Pustiměř
- Radslavice
- Zelená Hora